# Apanteles cleo
Apanteles cleo är en stekelart som beskrevs av Nixon 1967. Apanteles cleo ingår i släktet Apanteles och familjen bracksteklar. Inga underarter finns listade i Catalogue of Life.